# Venus Awards 2012

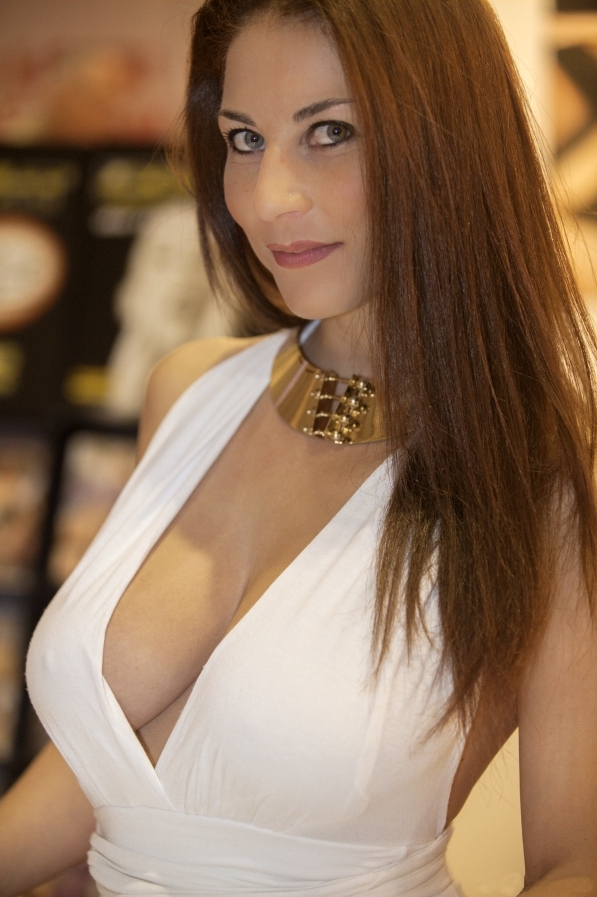
Roberta Gemma bei den Venus Awards 2012

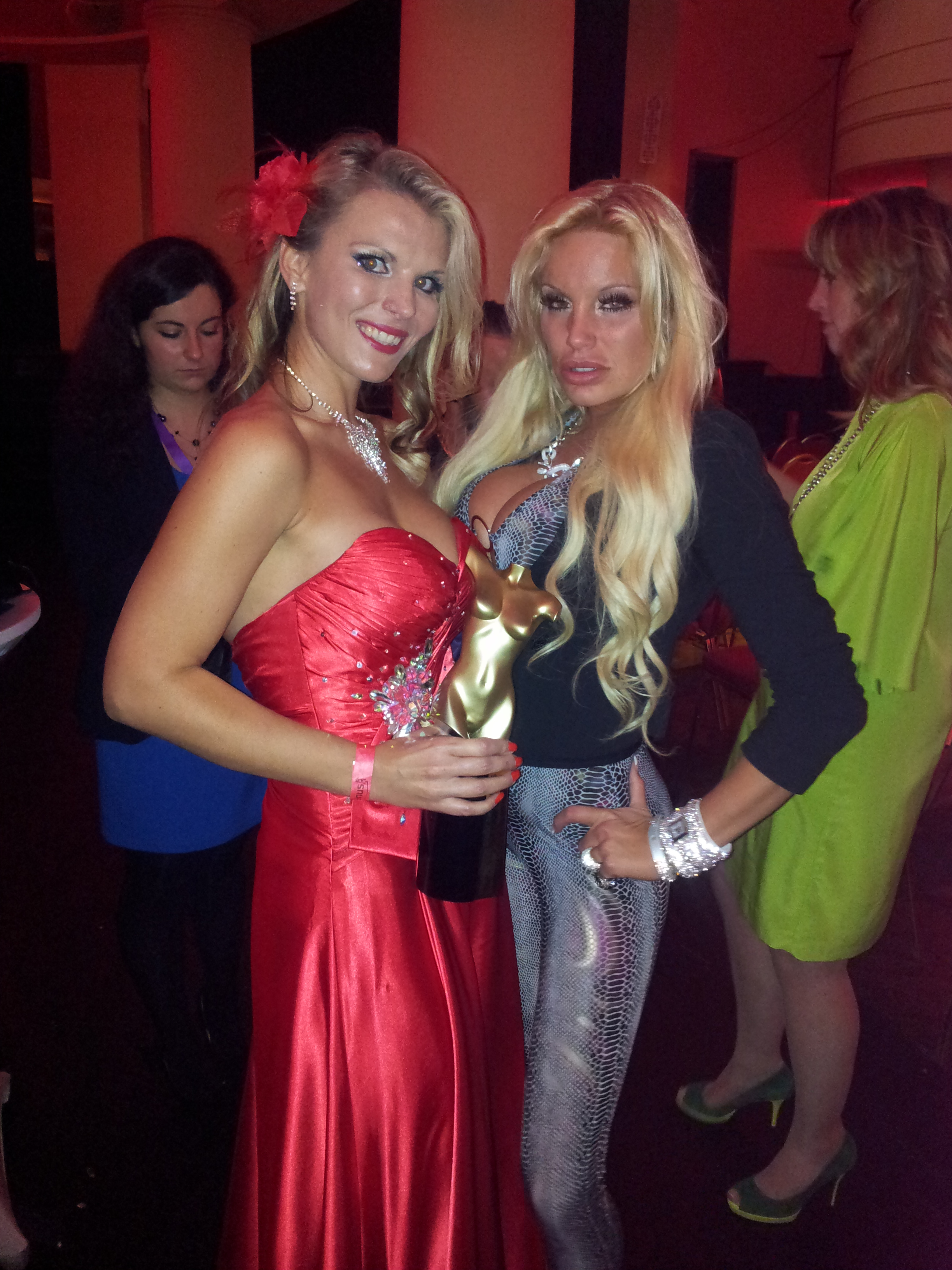
Aische Pervers auf der Venus Award Gala mit Gina-Lisa Lohfink (2012)

Die Venus Awards 2012 fanden in Berlin statt.

## Preisträger
- Best Actor – Markus Waxenegger[1]
- Best Newcomer (female) – Xania Wet
- Best Actress – Lena Nitro
- Best Director – John Thompson
- Best Amateur Girl – Aische Pervers
- Best Amateur Website – Julia Herz
- Best Innovation – Pornogutschein.com
- Best Internet Site – Fundorado.de
- Best Toy Series – FunFactory
- Best Dessous/Fashion Series – Hustler Apparel
- Best Film – Starportrait Maria Mia & Sharon da Vale
- Best Print Magazine – Penthouse
- Best Erotic TV Channel – Babestation24.de
- Best BDSM Model – Yvette Costeau
- Lifetime Achievement (female) – Biggi Bardot
- Erotic TV Format – Visit.X.TV
- All Over Internet – Erovous
- New Webstar Of The Year – Sweet-Sophie
- Featured Film for Goodbye Marilyn (Actress) – Julie Hunter
- Featured Film for Goodbye Marilyn (Actor) – Markus Waxenegger
- Featured Film for Goodbye Marilyn (Director) – Allegro Swing
- Performance in all Areas of the German Adult Industry – Pornfighter Long John
- Crossover Star – Roberta Gemma
- Erotic Model of the Year – Micaela Schäfer
- Lifetime Achievement (male) – Ron Jeremy